# Hamza ibn Ali ibn Ahmad
Hamza ibn Ali ibn Ahmad (né en 985) (arabe et persan : حمزه بن علي بن أحمد) est un ismaélien du XIe siècle, considéré comme le fondateur de la religion druze. Il est né à Zozan dans Khorasan, alors sous le règne des Samanides.

## Biographie
Arrivé au Caire en décembre 1016, il obtient en mai 1017 du calife fatimide al-Hakim le titre d'imam et la liberté de prêcher sa doctrine ouvertement. Il prêche contre la corruption, la polygamie, le mariage des divorcés, ce qui provoque l'hostilité de la population. Il entre en conflit avec un de ses disciples, Muhammad al-Darazi, qui falsifie son message en proclamant la divinité du calife al-Hakim. Après la mort du calife en 1021, les druzes persécutés par les musulmans orthodoxes d’Égypte, se réfugient en Syrie (montagnes de l’Hawran, le djebel Druze). Ils survivent malgré les diverses répressions, mettant en pratique la taqiya (dissimulation) pour ne pas afficher leurs croyances.
Hamza est l'un des principaux auteurs du texte fondateur du druzisme, les Épîtres de la sagesse.